# Hymenocoleus globulifer
Hymenocoleus globulifer är en måreväxtart som beskrevs av Elmar Robbrecht. Hymenocoleus globulifer ingår i släktet Hymenocoleus och familjen måreväxter. Inga underarter finns listade i Catalogue of Life.